# Waldemar Rebizant
Waldemar Andrzej Rebizant (ur. 1966) – polski inżynier elektryk. Absolwent Politechniki Wrocławskiej. Od 2012 profesor na Wydziale Elektrycznym Politechniki Wrocławskiej i dziekan tego wydziału od 2012 r. Odznaczony został Brązowym Krzyżem Zasługi, Złotą Odznaką Politechniki Wrocławskiej i Medalem 100-lecia Politechniki Wrocławskiej oraz Medalem im. profesora Kazimierza Idaszewskiego, przyznawany przez Stowarzyszenie Elektryków Polskich.